# Пелоп (цар Спарти)
Пелоп (дав.-гр. Πέλοψ; бл. 220 до н. е. — 200 до н. е.) — цар Спарти в 212—200 роках до н. е.

## Життєпис
Походив з династії Евріпонтидів (Проклідів). Син царя Лікурга. Народився 220 або 219 року до н. е. У 212 році до н. е. після смерті батька став царем Спарти. Втім фактичну владу перебрав регент Маханід. Після його загибелі 207 року до н. е. регентом став Набіс. Останній 200 року до н. е. повалив Пелопа, оголосивши себе царем.